# 盧奇基夫卡 (切爾尼戈夫州)
50°47′35″N 32°16′32″E / 50.79306°N 32.27556°E
盧奇基夫卡（烏克蘭語：Лучківка），是烏克蘭的村落，位於該國北部切爾尼戈夫州，由普里盧基區伊奇尼亚市镇負責管轄，始建於1735年，面積0.68平方公里，海拔高度135米，2001年人口111，人口密度每平方公里163人。